# Claudia Losch
Claudia Losch (ur. 10 stycznia 1960 w Wanne-Eickel) – zachodnioniemiecka lekkoatletka, która specjalizowała się w pchnięciu kulą.
Dwukrotna uczestniczka igrzysk olimpijskich (Los Angeles 1984 oraz Seul 1988). Podczas swojego pierwszego olimpijskiego występu sięgnęła po złoty medal, a cztery lata później była piąta. Wielokrotna medalistka halowych mistrzostw świata oraz halowych mistrzostw Europy. W 1983 roku zdobyła srebrny medal uniwersjady. Reprezentantka RFN w pucharze Europy. Dziesięciokrotnie była mistrzynią Republiki Federalnej Niemiec na otwartym stadionie (1982 - 1991) oraz pięciokrotnie w hali (1983, 1984, 1987, 1988, 1989). Rekord życiowy: 22,19 (23 sierpnia 1987. Hainfeld).

## Osiągnięcia
| Rok  | Impreza                   | Miejsce      | Lokata     | Wynik |
| ---- | ------------------------- | ------------ | ---------- | ----- |
| 1983 | Uniwersjada               | Edmonton     | 2. miejsce | 18,81 |
| 1983 | Mistrzostwa świata        | Helsinki     | 7. miejsce | 19,72 |
| 1984 | Halowe mistrzostwa Europy | Göteborg     | 2. miejsce | 20,23 |
| 1984 | Igrzyska olimpijskie      | Los Angeles  | 1. miejsce | 20,48 |
| 1985 | Halowe mistrzostwa Europy | Pireus       | 2. miejsce | 20,59 |
| 1986 | Halowe mistrzostwa Europy | Madryt       | 1. miejsce | 20,48 |
| 1986 | Mistrzostwa Europy        | Stuttgart    | 4. miejsce | 20,54 |
| 1987 | Halowe mistrzostwa świata | Indianapolis | 3. miejsce | 20,14 |
| 1987 | Mistrzostwa świata        | Rzym         | 4. miejsce | 20,73 |
| 1988 | Halowe mistrzostwa Europy | Budapeszt    | 1. miejsce | 20,39 |
| 1988 | Igrzyska olimpijskie      | Seul         | 5. miejsce | 20,27 |
| 1989 | Halowe mistrzostwa świata | Budapeszt    | 1. miejsce | 20,45 |
| 1989 | Finał A pucharu Europy    | Gateshead    | 2. miejsce | 20,17 |
| 1990 | Halowe mistrzostwa Europy | Glasgow      | 1. miejsce | 20,64 |
| 1990 | Mistrzostwa Europy        | Split        | 4. miejsce | 19,92 |
| 1991 | Mistrzostwa świata        | Tokio        | 4. miejsce | 19,74 |